# Драган Тодорић
Драган Тодорић (рођен 27. јула 1954. у Краљеву) је бивши југословенски и српски кошаркаш.

## Каријера
Играо је за Слогу из Краљева од 1967. до 1972. године. У Партизан прелази 1972. и за први тим наступа све до 1983. године. У том периоду одиграо је 363 званичне утакмице и по броју наступа за први тим налази се шестом месту "вечите" листе. Играчку каријеру завршио је у ОКК Београду 1985. године. Од тада до данас ради у Кошаркашком клубу Партизан. До сада је обављао следеће функције: секретар, генерални секретар, директор, спортски директор, члан је У.О. Партизан. Као играч освојио је три титуле шампиона државе; (1976, 1979 и 1981), један Куп Југославије (1979) и два Купа Кораћа (1978. и 1979).
Наступао је за кадетску, јуниорску и сениорску репрезентацију Југославије. Са репрезентацијом је освојио: злато на кадетском Првенству Европе у Италији 1971, злато на јуниорском Првенству Европе у Задру 1972, злато на Медитеранским играма у Алжиру 1977. и злато на Балканијади у Румунији 1975. Као играч или функционер учествовао је у освајању свих 44 клупских трофеја.